# Borxleben
Borxleben ist eine Gemeinde im thüringischen Kyffhäuserkreis.

## Geografie
Die Gemeinde Borxleben liegt östlich des Kyffhäusers an der Grenze zu Sachsen-Anhalt. Borxleben liegt 2 km östlich von Ichstedt, wo der Kyffhäuser-Radweg beginnt und endet.

## Geschichte
Zu Beginn des 9. Jahrhunderts wird Borxleben in einem Verzeichnis der Güter des vom Erzbischof Lullus († 786) von Mainz erbauten Klosters Hersfeld als Burcheslebo urkundlich erwähnt. Kahl weist in seinem Buch 775/786 nach. Bis 1918 gehörte der Ort zur Unterherrschaft des Fürstentums Schwarzburg-Rudolstadt.
Von 30. Juni 1994 bis zu dessen Auflösung zum 1. Januar 2019 gehörte die Gemeinde der Verwaltungsgemeinschaft Mittelzentrum Artern an, seither ist die Stadt Artern erfüllende Gemeinde für Borxleben.

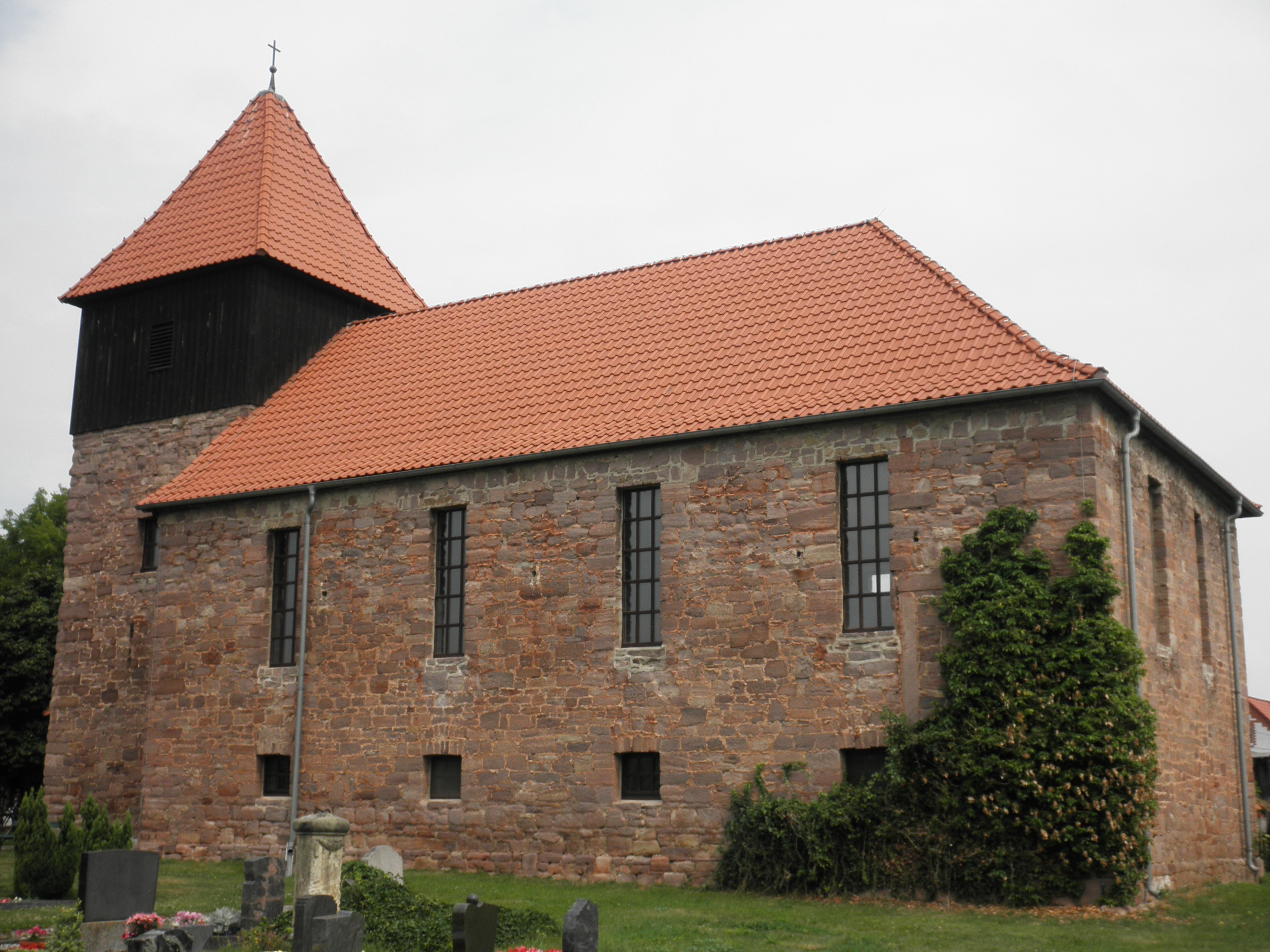
Kirche
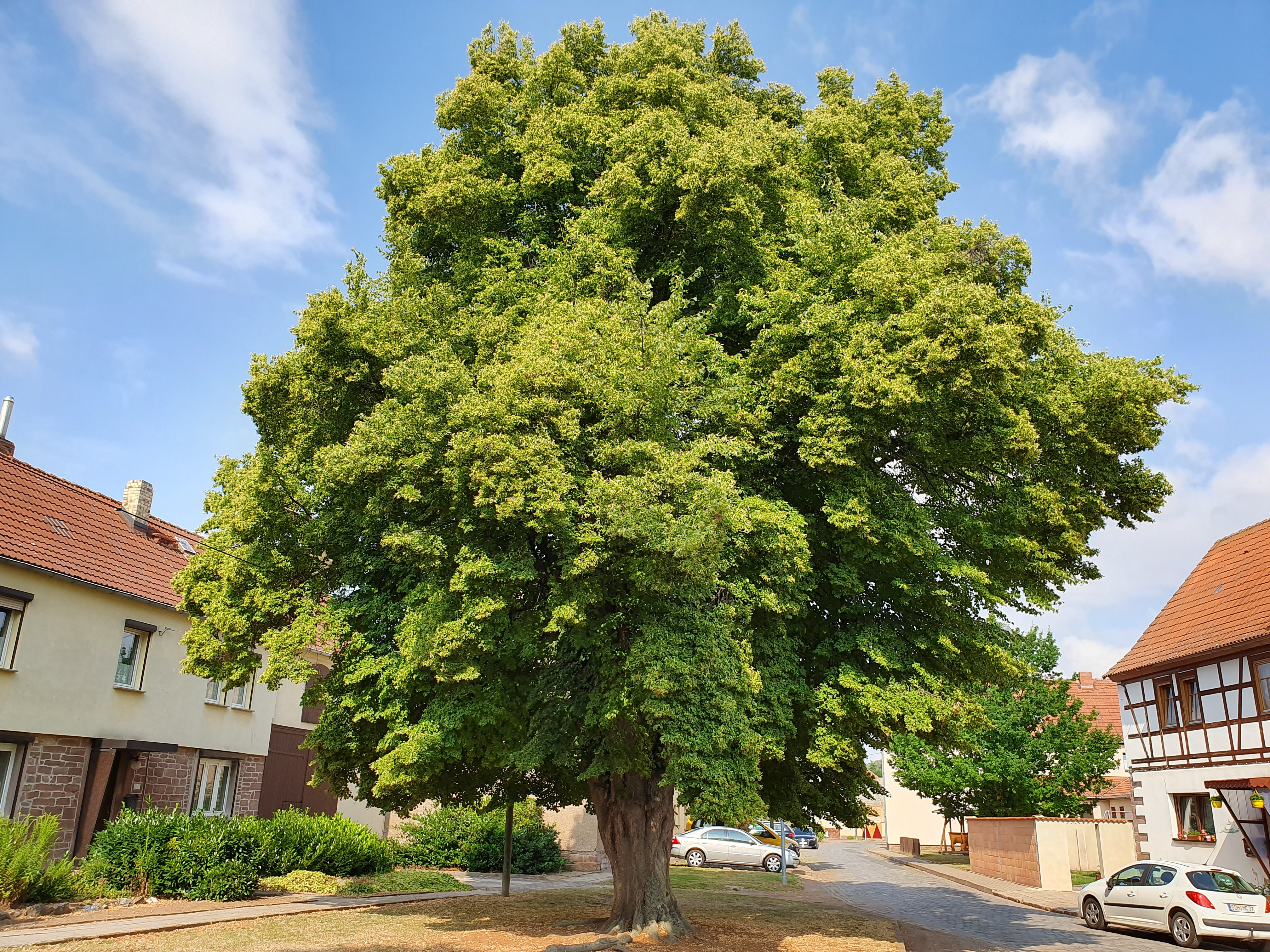
Dorfplatz
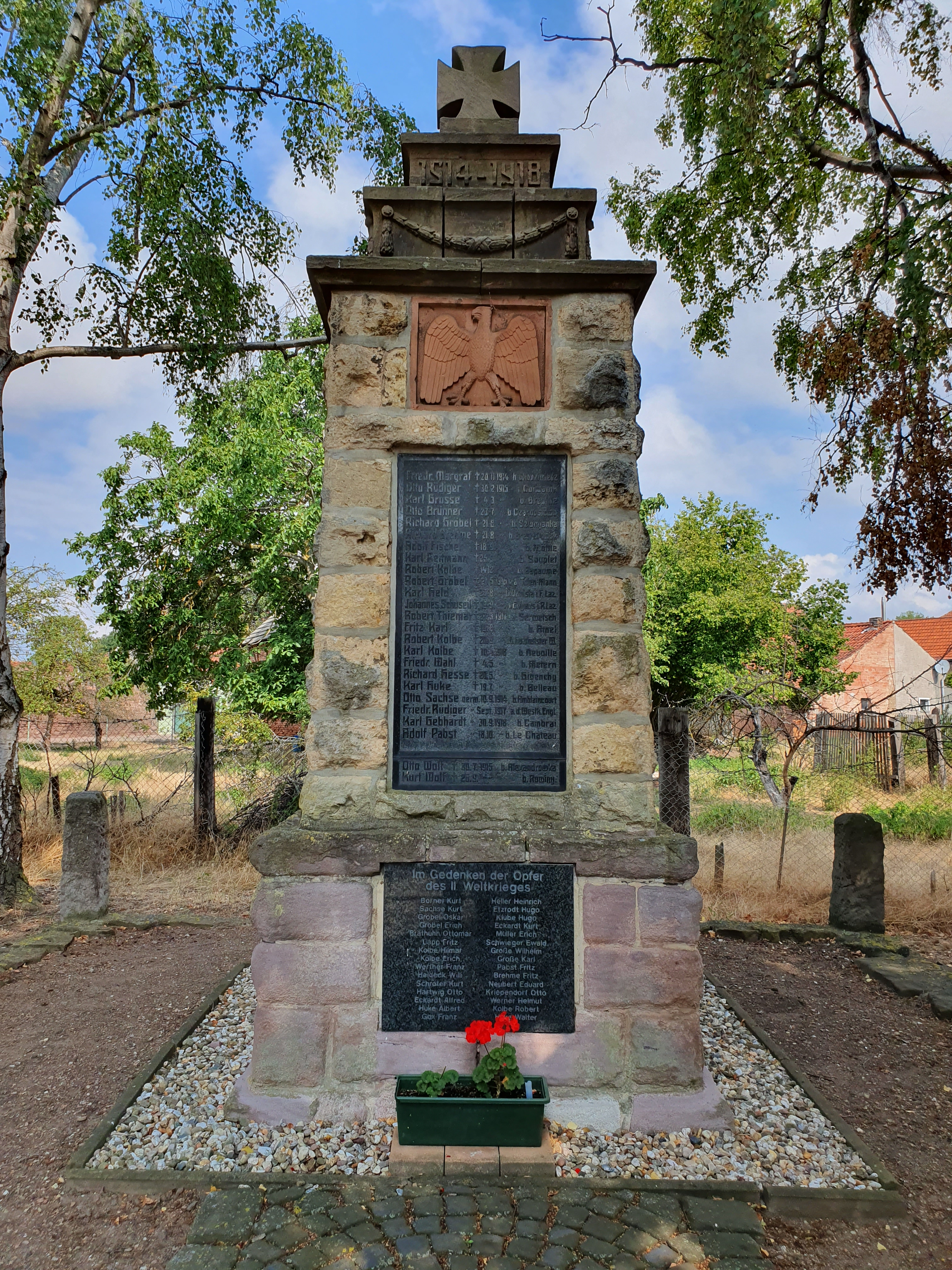
Kriegerdenkmal

### Einwohnerentwicklung
Entwicklung der Einwohnerzahl (31. Dezember):
| - 1994 – 413 - 1995 – 399 - 1996 – 395 - 1997 – 407 - 1998 – 413 - 1999 – 395 | - 2000 – 387 - 2001 – 370 - 2002 – 356 - 2003 – 359 - 2004 – 366 - 2005 – 359 | - 2006 – 345 - 2007 – 334 - 2008 – 311 - 2009 – 315 - 2010 – 304 - 2011 – 293 | - 2012 – 293 - 2013 – 293 - 2014 – 292 - 2015 – 281 - 2016 – 283 - 2017 – 279 | - 2018 – 276 - 2019 – 277 - 2020 – 280 - 2021 – 285 |

Datenquelle: Thüringer Landesamt für Statistik

## Persönlichkeiten
- August Reinbrecht (* 11. September 1882 in Borxleben; † 27. März 1929 in Sondershausen), Jurist, Beamter
- Gottlieb Christian Kreutzberg (* 1810 oder 1814 vermutlich in Borxleben; † 30. Mai 1874 in Leipzig), Tierschausteller und führte über mehr als 30 Jahre die Menagerie Kreutzberg, eine der bekanntesten Wandermenagerien des 19. Jahrhunderts.